# Analyse transactionnelle

Diagramme de l'analyse transactionnelle selon le livre d'Eric Berne de 1964 Games People Play.

Vous pouvez aider à l'améliorer ou bien discuter des problèmes sur sa page de discussion.
- Il n’est pas rédigé dans un style encyclopédique. (Marqué depuis février 2016)
- Il doit être recyclé. La réorganisation et la clarification du contenu sont nécessaires. (Marqué depuis février 2016)

L'analyse transactionnelle, appelée aussi AT, est une théorie de la personnalité, des rapports sociaux et de la communication. Créée en 1958 par le médecin psychiatre américain, d'origine canadienne Éric Berne.  Il a introduit dans son livre « Analyse Transactionnelle et Psychothérapie »  l’esquisse d’un système cohérent de psychiatrie individuelle et sociale. 
L’AT est une théorie permettant d’analyser les dynamiques intrapsychiques (ce qui se vit dans le psychisme de la personne) et les dynamiques interpersonnelles (ce qui se vit dans les relations). Il en découle 4 champs d’application : le conseil, l’éducation, la psychothérapie, l’organisation.
L’AT est une approche contractuelle. Pour Eric Berne, ce sont les gens qui décident de leur destinée et ces décisions peuvent être changées. Pour cette raison, il passait des contrats avec ses patients qui les engageaient à se mobiliser pour changer et guérir. Cette pratique contractuelle est encore au cœur des accompagnements en AT, quel que soit le champ.

## Objectifs et principes
L'analyse transactionnelle vise à permettre une prise de conscience ainsi qu'une meilleure compréhension de « ce qui se joue ici et maintenant » dans les relations entre deux personnes et dans les groupes. L'analyse transactionnelle propose des grilles de lecture pour la compréhension des problèmes relationnels ainsi que des modalités d'intervention pour résoudre ces problèmes.
L'analyse transactionnelle part du principe que chaque personne est fondamentalement positive et que ce sont les décisions prises dans notre enfance qui influent sur notre comportement ; son but est d'aider à reprendre le contrôle vers l'épanouissement.
L'exploration de la personnalité peut se réaliser à 2 niveaux (p. 5 à 14) : 
- L'analyse structurale est l'étude des communications personnelles (verbales et non verbales) représentatives de la structure de la personne (Comment est ce qui est ?).
- l'analyse fonctionnelle est l'étude des comportements (comment cela fonctionne ?)

## Histoire
Eric Berne a présenté l'analyse transactionnelle comme une approche phénoménologique, ajoutant des données vérifiables à la construction philosophique de Freud. Sa théorie est bâtie sur les travaux de Wilder Penfield et René Spitz, combinés avec les idées néo-psychanalytiques de Paul Federn, Edoardo Weiss ou encore Erik Erikson.
Les origines de l'analyse transactionnelle remontent aux 5 premiers articles sur les 6 écrits par Berne sur l'intuition, qu'il a commencés en 1949. À cette époque, alors qu'il poursuivait des études pour devenir psychanalyste, ses articles attaquaient les concepts freudiens de l'inconscient.
En 1956, après 15 ans d'études de la psychanalyse, Berne s'est vu refuser l'admission à l'institut de psychanalyse de San Francisco. Il a pris la demande de plusieurs années de formation supplémentaires comme un rejet et a choisi d'abandonner la psychanalyse. Avant la fin de l'année il avait écrit deux articles fondateurs, publiés en 1957 :
- Le premier, Intuition V: The Ego Image, expliquait comment il était arrivé au concept des « États du moi », et incluait les idées de séparation entre l'Adulte et l'Enfant.
- Le second, Ego State in Psychotherapy, était basé sur le concept tripartite : Parent, Adulte et Enfant.

## Concepts
Outre les États du Moi, l'analyse transactionnelle propose de repérer les jeux psychologiques, des types d'échanges qui se répètent de manières semblables, et qui se terminent par un sentiment de malaise. Parmi les autres concepts de l'analyse transactionnelle, on trouve les positions de vie, des éclairages sur la gestion des signes de reconnaissance et des sentiments, la structuration du temps, les drivers ou messages contraignants, les méconnaissances et les différents degrés de passivité.
Éric Berne postulait que les grandes orientations de la vie sont décidées dès l'enfance, et peuvent prendre la forme d'un scénario de vie. Berne définit également trois critères de bonne santé psychique : conscience, spontanéité et intimité (p. 193).

### États du Moi
Berne a conclu, dans le cadre des observations liées à sa pratique que, dans certains contextes, ses patients agissaient comme le faisait l'un de leurs parents, sans avoir toujours conscience de l'origine de ces comportements, ainsi que des émotions et manières de penser qui y étaient associées. À d'autres moments, des résurgences des comportements issus de l'enfance de ses patients se reproduisaient, également avec les affects et les états d'esprits d'alors. Il décrit un de ses patients, M. Segundo, un avocat, dont le rapport à l'argent était de trois types :
- « Dans son activité d'homme de loi, et dans ses opérations financières, il montrait une épreuve de la réalité très sûre ». « [Il] maniait de grosses sommes d'argent avec l'assurance, le jugement et le bonheur d'un banquier et il était prêt à dépenser de l'argent pour en gagner. »
- À d'autres moments, il « rêvait de tout prodiguer pour le bien public. » Il « imitait effectivement la conduite et l'état d'esprit de son père lors de ses activités de bienfaisance. »
- En outre, il lui arrivait de voler « des chewing-gums et d'autres babioles dans les grands magasins. » Et il le faisait avec « la même attitude désinvolte et la même technique avec lesquelles il volait des chewing-gums étant enfant. »

Berne a défini un État du Moi comme un « système cohérent de pensées, d'émotions, et de comportements associés. » Du point de vue de la structure de la personne, il distingue trois types d'états du Moi :
- Le Parent correspond aux pensées, émotions, et comportements d'une personne qu'elle a fait siens par imitation de figures parentales ou éducatives marquantes.
- L'Adulte caractérise les émotions, pensées et comportements qui sont congruents avec la réalité de l'"ici et maintenant".
- L'Enfant correspond aux pensées, émotions, et comportements qui sont une reviviscence de notre propre enfance.

Dans l'exemple de M. Segundo ci-dessus, Eric Berne décrit les trois types de rapport à l'argent de son patient, respectivement au droit de l'Adulte, du Parent, et de l'Enfant. Dans l'analyse de Berne, les termes Parent, Adulte et Enfant ne sont pas en relation avec l'âge de la personne. Par exemple, en contexte scolaire, un enfant qui réexplique la leçon à un de ses camarades de la même manière que le fait son maître ou sa maîtresse active son État du Moi Parent. 
Enfin, Les trois États du Moi de l'analyse transactionnelle ne sont pas synonymes du « ça », du « moi » et du « surmoi » de la psychanalyse freudienne.[réf. souhaitée]
Eric Berne et ses disciples ont proposé une dynamique des États du Moi et ses dysfonctionnements : Prise de contrôle, contamination, exclusion. (p. 16)

### Transactions
Une transaction est le nom donné à un échange verbal et comportemental entre deux personnes (p. 22 et 23). On distingue le stimulus, ou message, envoyé d'une personne à l'autre, de la réponse de celle-ci. Les transactions peuvent ainsi être observées et analysées en termes d’États du Moi. Il existe des transactions simples (complémentaires ou croisées) où se répondent alternativement un état du moi seulement chez chacun des deux protagonistes, et des transactions doubles où se répondent en apparence des États du Moi spécifiques (exemple Parent) et en même temps, à un niveau sous-jacent, d'autres États du Moi (exemple Enfant).

#### Simples complémentaires
Les transactions sont complémentaires lorsque les deux partenaires s'adressent à l'État du Moi dans lequel l'autre se trouve.
- Exemple 1 :
  - « Avez-vous pu rédiger le rapport ? »
  - « Oui - je suis sur le point de vous l'envoyer par courriel. » (Échange Adulte-Adulte)

- Exemple 2 :
  - « Voulez-vous passer après cette réunion et aller voir un film avec moi ? »
  - « Avec plaisir - Je n'en peux plus de travailler, que pourrions-nous aller voir ? » (Échange Enfant-Enfant)

- Exemple 3 :
  - « Tu aurais dû avoir fini de ranger ta chambre !» (Parent-Enfant)
  - « Arrête de me pourrir la vie, je vais le faire !» (Enfant-Parent)

Des échanges sur ce mode peuvent continuer indéfiniment. Évidemment, ils s'arrêtent au bout d'un certain temps, mais ce mode de communication ne cause pas de conflits entre les deux partenaires, sauf dans le cas Enfant-Parent. [précision nécessaire].

#### Simples croisées
La communication s'arrête ou change de mode lorsque les transactions sont croisées : lorsqu'une personne s'adresse à un autre État du Moi que celui dans lequel se trouve son partenaire.
- Exemple 1 bis
  - « Avez-vous pu rédiger le rapport ? » (Adulte-Adulte)
  - « Arrêtez de me pourrir la vie, je vais le faire ! » (Enfant-Parent)

Cette transaction croisée est susceptible de causer des problèmes entre les personnes. « A » pourrait répondre avec une transaction de Parent à Enfant, comme : « Si vous ne changez pas d'attitude, vous serez viré ! »
- Exemple 2 bis
  - « Est-ce que ta chambre est enfin rangée ? » (Parent-Enfant)
  - « Regarde, je suis en train de le faire. » (Adulte-Adulte)

Cette transaction croisée change l'équilibre entre les protagonistes.

#### Transactions doubles ou piégées
Dans ce type de transactions, une conversation se déroule à un niveau social, explicite, et en même temps, d'autres transactions sont échangées à un niveau psychologique, non-dit (p. 23). Par exemple :
1. « J'ai besoin que vous restiez au bureau ce soir avec moi. » (Mots Adulte) - cette phrase étant prononcée avec un langage corporel qui suggère une intention sexuelle (Enfant flirtant).
2. « Bien sûr. » (Réponse à la déclaration Adulte) - accompagné d'un sourire ou clin d'œil (l'Enfant accepte le motif caché).

#### Transactions tangentielles
L'un des interlocuteurs prend "la tangente" en répondant à côté du message initial. Elles évitent souvent une situation inconfortable (p. 23)

### Économie des signes de reconnaissance
Éric Berne utilise un terme polysémique en anglais : « Stroke » qui signifie à la fois caresse et coup de pied. Ce terme est soit conservé tel quel dans les textes français, soit traduit par « Signe de reconnaissance ». Les signes de reconnaissance sont classés selon des critères conditionnels (portant sur le faire) ou inconditionnels (portant sur l'être), et selon deux polarités : positifs ou négatifs. L'économie des signes de reconnaissance requiert la capacité de savoir les donner, savoir les recevoir, savoir les demander, savoir les refuser et savoir se les donner à soi-même. Ces capacités sont variables d'une personne à une autre. Pour Berne, chaque individu recherche en permanence des signes de reconnaissance car ils sont vitaux pour lui. Une des lois fondamentales de l'économie des signes de reconnaissance observe qu'une personne accepte plutôt (à défaut de signes de reconnaissance positifs) des signes de reconnaissance négatifs que pas de signe de reconnaissance du tout. Le poids du conditionnement éducatif se vérifie souvent ici : une personne habituée dès le plus jeune âge à recevoir des signes de reconnaissance négatifs sera plus encline à en recevoir toute sa vie, voire à refuser les signes de reconnaissance positifs.
Il existe deux croyances limitantes, l'une concerne la rareté (exemple : il n'y en a pas assez pour tout le monde) et l'autre le contrôle (exemple : seuls quelques privilégiés peuvent en donner).

### Structuration du temps
Berne observe et décrit six manières de structurer le temps. Ces différentes séquences sont classées selon leur apports quantitatif/qualitatif en signe de reconnaissance, du plus faible au plus intense. (p. 26)
- le retrait : la personne se met à l'écart physiquement ou psychologiquement.
- le rituel : il s'agit de séquences normalisées, standardisées (par exemple se saluer), d'échanges codifiés socialement. Permet d'échanger des signes de reconnaissance. Chaque groupe a ses propres rituels.
- le passe-temps : caractérise les conversations aux sujets stéréotypés telles que les conversations de salon.
- l'activité : comme son nom l'indique, il s'agit ici de séquences dont le but est de faire quelque chose.
- les jeux psychologiques : permettent des échanges de signes de reconnaissance intenses, mais négatifs.
- l'intimité : correspond aux moments où la communication est ouverte, basée sur la confiance, le respect, et l'acceptation de l'autre. Permet des échanges de signes de reconnaissance positifs de grande qualité et de grande intensité.

### Positions de vie

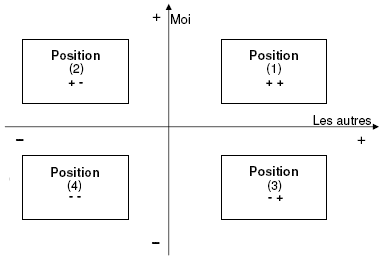
Positions de vie selon le modèle de l'analyse transactionnelle.

L'enfant acquiert des certitudes sur lui et les autres. Ces certitudes seront à la base du scénario de vie par le choix préférentiel mais pas exclusif d'une position de base parmi les positions de vie suivantes:
1. Je suis OK, vous êtes OK (++) : la relation idéale selon l'analyse transactionnelle
2. Je suis OK, vous n'êtes pas OK (+-) : mépris, supériorité
3. Je ne suis pas OK, vous êtes OK (-+) : sentiment d'infériorité
4. Je ne suis pas OK, vous n'êtes pas OK (--) : position de renoncement

### Gestion des sentiments
Il existe selon l'analyse transactionnelle trois formes de sentiments dont la spécificité est de brouiller les transactions par leur non congruence (p. 30 à 33) :
- les sentiments accumulés ou « timbres »[8]. Non exprimé sur le coup et conservé, un tel sentiment peut se retrouver, avec d'autres ressentiments non gérés, comme une « collection de timbres ». Cette accumulation donne lieu à une réaction disproportionnée quand "la coupe déborde".
- les sentiments parasites ou « rackets ». Depuis le cercle familial primaire où certains sentiments sont plus permis que d'autres, l'enfant puis l'adulte utilisera un sentiment « autorisé » plutôt que celui qui est « interdit » et néanmoins pertinent.
- les sentiments réactivés ou « élastiques ». Une situation actuelle peu affective rappelant une ancienne situation fortement chargée affectivement.

### Jeux psychologiques
Les jeux psychologiques sont formés par un ensemble de transactions qui se terminent par un malaise, ils sont donc qualifiés de destructeurs. Ce ne sont pas des jeux de rôle, ces derniers étant utilisés en psychologie dans un but analytique ou thérapeutique.
Dans la structuration du temps selon l'analyse transactionnelle, c'est la séquence qui vient juste avant l'intimité. Elle est riche en signes de reconnaissance mais négatifs (on peut envisager cette séquence comme le revers de l'intimité).
Le jeu psychologique destructeur est une transaction à double fond, composée d'un message ouvert (positif qui forme un appât), et d'un message caché (non-dit qui est le message principal). Le message caché (première transaction), contient une dévalorisation ou une survalorisation inadéquate (deuxième transaction) ; il est reçu par une personne ayant un point faible (troisième transaction), ce qui crée un malaise.
Berne a intitulé de nombreuses séquences de ce type de manière imagée. Un exemple est le « Oui, mais… ». Une personne A a un problème et s'en plaint auprès d'une autre, B. Cette dernière donne des conseils à A afin de l'aider à résoudre son problème. Cependant, A trouve une raison ou un prétexte pour éluder chaque conseil donné, commençant chaque réponse à B par un « Oui, mais… ». Elle persévère ainsi dans la plainte et évite toute possibilité de résolution ou de changement positif d'état qui aurait lieu grâce à B. Dans une telle interaction, les transactions de surface semblent dire au premier abord « je cherche de l'aide », mais celles qui viennent par la suite de manière sous-entendue disent en même temps : « personne ne peut m'aider ».
La formule J
La première mouture de la "Formule J" (p. 95 à 98): AN + PF = R ⇒ D ⇒ MS ⇒ B ou en clair : Attrape-Nigaud (verbal ou non verbal de Laurel, comportant un message caché) + Point Faible (de Hardy estimé par Laurel) = Réponse, qui entraîne Déclic, qui entraîne Moment de stupeur, qui entraîne Bénéfice.
Formule qu'il faut lire en chimiste et non en mathématicien ! : Quand deux éléments (AN et PF) se sont suffisamment rapprochés l'un de l'autre alors un jeu peut se mettre en route par la création d'un "produit" nouveau : Réponse (pouvant être composée d'une au moins ou de plusieurs transactions, plus ou moins doubles, vécues agréablement ou pas !) qui entraîne une réaction en chaîne : Le Déclic  (chez Laurel et/ou Hardy) est la charnière du jeu. "L'inattendu" (a conscient, qui est en fait totalement prévisible, et donc repérable par Hardy) de la Réponse déclenche un Moment de Stupeur (chez Laurel) intimement lié au déclic (sentiment parasite de tristesse, de peur, de colère... de Laurel) qui entraîne le Bénéfice final du jeu (pour Laurel). La réaction en chaîne (D, MS, B) décrite séquentiellement est en fait quasiment instantanée... Le Bénéfice (de Laurel) peut être accumulé dans une Collection de Timbres (CT)... qui peut/doit donner droit à des Caresses Parentales (CP) (dues par Hardy !). Il y a donc trois phases dans la Formule J : 
1. Le prélude : AN + PF =R
2. La "réaction en chaîne" qui est le jeu au sens strict : R ⇒ D ⇒ MS ⇒ B
3. Le finale : B ⇒ CP (ou cumul de CT)

Le Bénéfice, c'est-à-dire le sentiment parasite, n'est pas la visée ultime du jeu. Ce qui est recherché c'est la confirmation, la justification d'une position de vie... (préalable de Laurel...)
Note 1 : Hardy peut refuser de participer au jeu après AN , et Laurel peut s'adonner alors à son autre jeu favori, solitaire lui :  "Je suis un éternel incompris !"...
Note 2 : Hardy peut contre attaquer en lançant son jeu favori à lui !!!
Le triangle de Karpman
Stephen Karpman a élaboré une matrice de tous ces jeux : le triangle dramatique Victime-Sauveur-Persécuteur (obligatoirement avec une majuscule). À chaque pôle se trouve un rôle : une personne dans celui de la Victime, une autre dans celui de Sauveur et une troisième le rôle de Persécuteur (on peut observer que ce jeu se joue fréquemment à deux avec tiers symbolique). Il y a donc interactions entre ces trois rôles qui sont interchangeables (p. 30). Dans le cas du jeu « Oui, mais… » cité ci-dessus, A est Victime, B est Sauveur. Si le comportement de A évolue vers un rejet de plus en plus marqué des suggestions de B, A peut in fine adopter un rôle de Persécuteur sur le mode du reproche « tu ne m'aides pas », tandis que B deviendra Victime en essayant de se justifier sur le mode du « j'ai essayé de t'aider ».
Attention toutefois, il convient de distinguer par exemple le sauveteur qui est une personne tout à fait efficiente du Sauveur qui ne l'est pas, ou la victime qui subit un traumatisme bien réel de la Victime qui se plaint pour se plaindre (en toute méconnaissance). À ce titre, le film Oui, mais… (2001) avec Gérard Jugnot et Émilie Dequenne illustre bien ce type de situations, jonglant habilement entre la double influence de Berne et de Karpman.

### Méconnaissances et passivités
La méconnaissance est une distorsion de la réalité de type euphémisme ou exagération (p. 19). 
L'analyse transactionnelle :
- peut repérer chez une personne trois domaines de méconnaissance : de soi, des autres et de la situation.

- distingue trois registres de méconnaissance incluant des signes avant coureurs ou révélateurs du problème, du problème lui-même et des options de solutions ;

- ainsi que quatre niveaux de méconnaissance : 
  - de l'existence du phénomène,
  - de la signification de celui-ci,
  - des possibilités de changement de celui-ci
  - et des aptitudes personnelles vis-à-vis du phénomène.

Chaque problème est analysé à travers ces trois classes au moyen d'une grille des méconnaissances.
L'analyse transactionnelle distingue quatre types de passivité (p. 30) ou "comment faire pour échouer" : 
- ne rien faire ;
- se sur adapter ;
- s'agiter ;
- la violence et l'incapacité contre les autres ou contre soi-même (se rend malade).

### Injonctions et permissions fondamentales
Bob et Mary Goulding discernent quatorze types d'interdits, qu'ils ont appelés « injonctions », et qui restreignent la liberté dont dispose un individu dans sa vie (p. 39) : 
- 10 au niveau des comportements. par exemple, n'existe pas, ne sois pas toi-même, etc.,
- 2 au niveau de la réflexion. ex. : Ne pense pas.
- 2 au niveau des sentiments. ex. : Ne ressens pas.

Gysa Jaoui, quant à elle, met l'accent sur les points forts de la personne, et propose à chacun d'évaluer où il en est par rapport aux permissions fondamentales, qui sont en lien avec notre relation à nos propres ressentis, à nous-mêmes, aux autres et au monde. Ces permissions sont les inverses des injonctions. Gysa Jaoui ajoute une 13e injonction : Ne sache pas.

### Scénario de vie
Le scénario de vie est aussi appelé « style de vie » ou « plan de vie ». Il est déterminé par les injonctions, les prescriptions et le programme (ou modèle technique). Ce dernier indique comment appliquer injonctions et prescriptions dans l'existence. Le programme est hérité du parent du même sexe. Il existe plusieurs classes de scénario de vie :
- jamais - toujours - avant ou jusqu'à - après - sans cesse - sans but
- sans pensée - sans amour - sans joie

### Autonomie
Pour Eric Berne, l'objectif est de s'orienter sans cesse vers ce qu'il appelle l'autonomie et qui répond à trois critères : conscience, spontanéité et intimité. Se diriger vers l'autonomie, c'est ainsi quitter les influences négatives de son scénario personnel. Certains spécialistes (Marie-Christine Seys, France Brécard et Laurie Hawkes dans le Grand Livre de l'analyse transactionnelle) y ajoutent la responsabilité.
- Capacité de conscience — être en plein contact avec l'ici et maintenant, prendre la réalité telle qu'elle est, sans la filtrer, la déformer.

- Capacité de spontanéité — développer notre faculté à ne pas réagir à l'environnement par des comportements automatiques, mais comme nous le souhaitons et d'une manière adéquate à l'environnement. Cela implique notamment d'être capable d'utiliser nos trois États du moi, et d'enrichir le panel de comportements de chacun.

- Capacité d'intimité — être dans une relation authentique avec l'autre, c'est-à-dire vraie et appropriée. Cela exclut toutes manipulations ou jeux. Cela peut être un moment de partage amical comme une mise au point très franche. Il s'agit de développer une capacité à proposer un moment relationnel fort, comme de savoir le recevoir.
- Responsabilité - assumer les conséquences de ses actes et propos, en tenir compte dans ses rapports avec l'autre.

## Évolution

### Origine
Eric Berne a souhaité simplifier le discours psychiatrique pour permettre au praticien et au patient d'avoir un langage commun. Berne a volontairement choisi des termes simples, dans le registre courant ou métaphorique, afin que chaque patient puisse être co-acteur de son diagnostic et de sa guérison. Son idée était de créer un système de psychiatrie sociale.
La proximité entre les concepts d'Enfant, d'Adulte et de Parent chez Berne et de Ça, Moi et Surmoi chez Sigmund Freud est évidente ; cependant l'idée d'étudier leurs interactions entre deux personnes est propre à Berne et constitue une grande partie de son apport. 
L'analyse transactionnelle est sortie au fil des années 1970-80 de sa pratique thérapeutique.
Le cœur de l'approche de l'analyse transactionnelle en milieu non thérapeutique consiste à permettre, selon le champ d'application, un changement chez un individu ou une collectivité, dans le cadre d'un accord appelé contrat, conjointement accepté par l'intervenant et le client.

### Application

#### Prises de conscience
Une des idées induites par cette approche est que la connaissance de nos propres comportements, de leurs sources peut nous aider à changer les comportements douloureux… la souffrance n'est pas inéluctable. L'analyse transactionnelle est utilisée en psychothérapie même si elle n'est pas reconnue partout comme approche unique. Une psychothérapie en analyse transactionnelle s'effectue dans le cadre d'un contrat accepté par le thérapeute et le patient. Ce contrat porte sur les objectifs à atteindre et la manière dont le thérapeute comme le patient pourront constater que le but de la thérapie est atteint.
Les techniques d'intervention portent autant sur le contenu de ce qu'apporte le client que sur le processus mis en œuvre dans la relation transférentielle avec le thérapeute (et avec les membres du groupe lorsque le traitement s'effectue en groupe). L'analyse du processus est considérée avec attention. 
L'analyse transactionnelle marque aussi sa spécificité par son caractère éminemment explicite : la transparence en est une manifestation constante dans la transmission des concepts au patient comme dans l'attitude du thérapeute, considéré davantage comme une personne que comme un écran de projection. L'analyse transactionnelle intègre parfois des outils empruntés à d'autres approches (exemple Gestalt).

#### Champs d'application
La formation en analyse transactionnelle est une formation complémentaire liée à une activité professionnelle. La certification est assortie d'une mention indiquant le champ de spécialisation qui correspond à cette activité.
- Psychothérapie : Concerne le développement des personnes, le traitement des dysfonctionnements par la psychothérapie individuelle ou en groupe. Le champ psychothérapie, choisi par les professionnels dont les activités visent la guérison des clients, c'est-à-dire qu'elles visent à soulager leurs symptômes et/ou à les aider à restructurer leur personnalité et/ou leur cadre de référence au sein de la société. Il s'inscrit dans le respect des implications légales de l'exercice dans ce domaine.

- Organisation : Concerne la dynamique des personnes et des groupes au sein des organisations (manageurs, consultants, chefs de personnel et subordonnés…). Le champ organisation, choisi par les professionnels qui travaillent dans ou pour des organisations, en tenant compte à la fois du contexte institutionnel et du développement de l'organisation. Leur rôle est de favoriser la croissance et le développement des personnes ainsi que l'accroissement de l'efficacité des individus travaillant dans l'organisation.

- Éducation : Concerne les personnes liées aux activités d'éducation et de formation (enseignants, conseillers en éducation, parents, éducateurs, et ceux à qui ils s'adressent…). Le champ éducation, choisi par les professionnels travaillant avec les enfants, les jeunes ou les adultes dans le domaine de l'éducation et de la formation, en milieu scolaire ou non, dans une optique d'éducation et/ou de développement de la personnalité et d'intégration sociale.

- Conseil : Concerne les personnes liées aux activités d'accompagnement. Le champ conseil, choisi par les professionnels dont l'activité vise la croissance et le développement des personnes et de leur cadre de référence social : infirmiers, travailleurs sociaux, fonctionnaires de justice, avocats, médecins, pasteurs…

### Controverse historique
Dans les années 1970, une analyste transactionnelle américaine, Jacqui Schiff prétend guérir les schizophrènes en les « re parentant ». Elle reçoit, en 1974, le prix Eric Berne Scientific Memorial Award de l'Association internationale d'analyse transactionnelle (ITAA). Elle est radiée de l'ITAA, en 1978, à la suite de la mort d'un patient en 1972, qui avait subi des mauvais traitements assimilables à des tortures. Les méthodes de Jacqui Schiff sont dénoncées par Patricia Crossman, une autre analyste transactionnelle américaine, dans un article paru sur le site SkepticReport. Jacqui Schiff est parfois encore défendue par certains, mais les dérives totalitaires de ses méthodes et de ses théories sur le reparentage ont clairement été démontrées par Alan Jacobs, analyste transactionnel qui reçoit, en 1996, le Eric Berne Memorial Award de l'ITAA. Le cas de Jacqui Schiff est complexe, car, à côté de ses pratiques condamnables, elle propose avec les membres de son école des concepts théoriques qui restent intéressants et utiles, comme la symbiose, les méconnaissances et le cadre de référence.[réf. nécessaire]
Les pratiques de type reparentage n'existent plus aujourd'hui en analyse transactionnelle, en raison du risque d'emprise qu'elles entraînent. Dans son rapport 2006, la Mission interministérielle de vigilance et de lutte contre les dérives sectaires reprend la controverse historique concernant certains aspects de la théorie de l'analyse transactionnelle et pointe les dérives de certains praticiens à propos des dangers qu'« une pratique inappropriée de l'analyse transactionnelle est susceptible d'engendrer ». Ce rapport ne remet pas en cause l'ensemble des théories et des pratiques de l'analyse transactionnelle.

### Courants actuels
Les valeurs et tendances des débuts ont intégré les racines psychanalytiques de l'analyse transactionnelle, ainsi que des approches nouvelles. On observe des tendances assez différentes dans les pratiques des thérapeutes en analyse transactionnelle. Le courant cognitivo-comportemental cherche à comprendre et à expérimenter à travers des échanges, des schémas et des explications. L'école de la redécision a été développée par Robert & Mary Goulding, à la suite de la rencontre avec la gestalt-thérapie. Le courant corporel intègre la dimension corporelle dans le travail thérapeutique. Le courant psychanalytique met l'accent sur les phénomènes de transfert et de contre-transfert, et les processus intrapsychiques inconscients. Le courant relationnel met l'accent sur la relation entre le thérapeute et son client. Le courant intégratif se propose d'intégrer différentes approches thérapeutiques orientées vers les domaines affectif, cognitif, comportemental, physiologique et systémique. Le courant constructiviste met l'accent sur la construction narrative suivant laquelle la personne se définit, et comment ces représentations évoluent au cours de la thérapie. Le courant Cathexis, basé sur les théories des Schiff, est tombé en désuétude depuis un certain nombre d'années.

#### Process Communication
La Process communication est un modèle développé par le psychologue Taibi Kahler lui-même issu de l'école Analyse Transactionnelle. À partir de l'observation de ses patients dès les années 1970, le Dr Kahler établit une typologie aboutissant à la présentation de six types de personnalités. Ses travaux couronnés par le prix Eric berne en 1977 intéresseront la NASA qui financera une grande partie de la recherche. À ce jour en 2011 près de 800 000 personnes dans le monde ont utilisé le profil Process Communication. Les formations ou le coaching utilisant la Process Communication sont assurés par des professionnels ayant suivi un parcours certifiant. Les applications couvrent un domaine large allant du recrutement jusqu'à l'éducation en passant par les activités de l'entreprise comme la cohésion d'équipe ou le management. L'appellation « Process Com » est exploitée en France à des fins commerciales et fait l'objet d'un dépôt de marque.

## Outil d'accompagnement et cadre d'exercice
Les concepts théoriques de l'analyse transactionnelle sont utilisés dans le contexte d'accompagnements en développement professionnel, personnel ou de thérapie. Les questions qui concernent l'encadrement et l'évaluation des pratiques sont capitales comme pour tout outil d'accompagnement.

### Outil d'accompagnement
Les questions du fondement théorique et de l'évaluation pratique des outils d'accompagnement ne concernent pas uniquement l'analyse transactionnelle et, d'un point de vue plus large, elles font partie du débat actuel sur l'évaluation des psychothérapies. La question de la scientificité des apports théoriques a été posée également pour la psychanalyse, et fait toujours l'objet de débats. Cette question est également en discussion chez les analystes transactionnels.
Comme le souligne Tobie Nathan, les méthodes de psychothérapie atteignent leurs limites quand elles ne se renouvellent pas. L'analyse transactionnelle est un courant théorique qui bénéficie de réflexions actuelles, comme celles de Helena Hargaden et Charlotte Sills ou celles de José Grégoire.

### Cadre d'exercice
Les structures officielles de l'analyse transactionnelle (EATA pour l'Europe) prescrivent le suivi d'un cursus de formation long et le respect d'un code de déontologie. La certification en analyse transactionnelle (CTA, premier niveau de qualification en analyse transactionnelle) correspond à la validation de 750 heures d'expérience pratique, dont 500 doivent être en analyse transactionnelle, de 600 heures de formation professionnelle, dont 300 doivent être en analyse transactionnelle, et de 150 heures de supervision, en plus d'un savoir-faire propre à son exercice professionnel initial. L'examen lui-même, qui nécessite la rédaction d'un mémoire et une épreuve orale devant un jury de professionnels, est un mode de sélection qui veut répondre à cet impératif.
Les praticiens en analyse transactionnelle sont soumis à un code de déontologie édité par l'EATA qui stipule qu'il ne peut y avoir d'interventions sans un cadre contractuel préalablement défini et librement consenti entre le professionnel et le client. Les processus de sélection, de formation et d'exercice s'inscrivent dans le droit fil des dispositions légales.

## Synthèse, critiques et controverses
L'analyse transactionnelle se présente comme à la fois (p. 16) :
- un corps de doctrine, qui intègre les apports de la recherche et élimine ce qui est superflu, indigeste ou incompatible,
- et un corps de métier, constitué de praticiens, artisans du développement de l'art de la corporation.

Eric Berne a largement contribué à la dimension groupale et au fait que le corps de doctrine de l'analyse transactionnelle soit l’œuvre d'un corps de métier.
L'analyse transactionnelle se veut un outil de diagnostic et de classement dans une catégorie psychologique et aussi un outil de thérapie du patient qui contribue à toutes les phases du diagnostic et du traitement.
Les structures internationale (ITAA) et nationales, les médias spécialisés, etc assurent la vivacité de cette profession (Chapitres 6 et 7).

### Critiques et controverses
Certaines dérives de praticiens utilisant l'analyse transactionnelle ont donné lieu à des procès aux États-Unis. Ces affaires ont été compilées et révélées dans une enquête de Margareth T. Singer et Janja Lalich parue en 1996.
En France, l'analyse transactionnelle n'a pas de définition institutionnelle médicale précise, ni de formation universitaire ou hospitalière (comme les pratiques médicales par exemple). Sa recherche fondamentale est essentiellement privée, menée par des praticiens la plupart en secteur privé. On retrouve citées des pratiques inquiétantes dénoncées par la commission de l'Assemblée Nationale sur les dérives sectaires (MIVILUDES), entre autres dans les domaines de : 
- le management des ressources humaines de certaines entreprises et dans certains stages de formation professionnelle,
- les formations aux techniques de vente, et à l'animation commerciale,
- la consultance et le coaching de dirigeants,
- certaines psychothérapies (faux souvenirs induits).

### Ouvrages d'Éric Berne
- Éric Berne, Que dites-vous après avoir dit bonjour ?, Tchou, 1981, 371 p. (ISBN 2-7107-0361-0)
- Éric Berne (trad. de l'anglais), Analyse transactionnelle et psychothérapie, Paris, Petite bibliothèque Payot, 1990, 374 p. (ISBN 2-228-89425-7)
- Éric Berne (trad. de l'anglais), Des jeux et des hommes : psychologie des relations humaines, Paris, Stock, 1984, 214 p. (ISBN 2-234-01766-1)
- Éric Berne (trad. de l'anglais), Principes de traitement psychothérapeutique en groupe, Caluire, Analyse transactionnelle, 2006, 374 p. (ISBN 2-9518389-6-4)
- Éric Berne (trad. de l'anglais), Structure et dynamique des organisations et des groupes, Caluire, Analyse transactionnelle, 2005, 329 p. (ISBN 2-9518389-4-8)

### Autres ouvrages
- Laurent Bertrel, Le petit dictionnaire des thérapies : Les méthodes essentielles pour une vie épanouie, Asnières, Le Temps Présent, 2011 (ISBN 978-2-35185-096-1)
- André Moreau, Psychothérapie : Méthodes et Techniques, Beauvechain/Paris, Nauwelaerts, 2008, 192 p. (ISBN 978-2-8038-0076-6)
- Actualités en analyse transactionnelle - Série d'articles - sept volumes disponibles. Éditions d'Analyse transactionnelle
- France Brecar et Laurie Hawkes, Le Grand livre de l'analyse transactionnelle,  éd. Eyrolles, 2008,  (ISBN 978-2-212-54168-7)
- Dominique Chalvin, Les Outils de base de l'analyse transactionnelle & Les nouveaux outils de l'analyse transactionnelle,  éd. ESF, coll. Formation permanente  (ISBN 2-7101-1463-1)
- Gérard Chandezon et Antoine Lancestre, L'Analyse transactionnelle,  éd. Presses universitaires de France, coll. Que sais-je ? no 1936  (ISBN 2-13-043464-9)
- Christine Chevalier et Martine Walter, Découvrir l'analyse transactionnelle, InterÉditions, 2008,  (ISBN 978-2-10-051518-9)
- Laurie Hawkes, Le Cours de notre vie : l'analyse transactionnelle aujourd'hui,  éd. La Méridienne / Desclée de Brouwer, 2007,  (ISBN 978-2-220-05835-1)
- Raymond Hostie, L'analyse transactionnelle : L'âge adulte. Sur les traces d'Eric Berne vingt ans après, Paris,  éd. InterÉditions, 1987, 291 p.,  (ISBN 978-2-729-60177-5)
- Muriel James et Dorothy Jongeward, Naître gagnant,  éd. InterÉditions  (ISBN 2-7296-0056-6)
- Dorothy Jongeward et Dru Scott, Gagner au féminin,  éd. InterÉditions, 1996  (ISBN 2-7296-0609-2)
- Agnès Le Guernic, Sortir des conflits - Méthode et outils pratiques, avec l'analyse transactionnelle, InterÉditions, 2009,  (ISBN 978-2-7296-1003-6)
- Agnès Le Guernic, États du moi, transactions et communication, InterÉditions, 2004,  (ISBN 978-2-10-048742-4)
- Martine Maurer, Comment choisir son psychothérapeute ? Attention risque de pratiques déviantes,  éd. Hommes Perspectives/Journal Psych, 2001,  (ISBN 2-911616-86-3)
- Martine Maurer, Psychothérapie, démocratie et loi. Comment protéger les demandeurs de soins,  éd. Mare et Martin, 2005,  (ISBN 2-84934-012-X)
- (en) Jut Meininger, Succes Through Transactional Analysis, New American Library Signet
- Jean-Pierre Minary, Modèles systémiques et psychologie,  éd. Mardaga  (ISBN 2-87009-479-5)
- Ian Stewart et Vann Joines, Manuel d'analyse transactionnelle,  éd. InterÉditions  (ISBN 2-7296-0638-6)
- Claude Steiner, Des scénarios et des hommes,  éd. Desclée de Brouwer  (ISBN 2-220-03848-3)
- Claude Steiner, L'ABC des émotions, InterEdtions, 2005,  (ISBN 978-2-10-049204-6)
- Claude Steiner, Le Conte chaud et doux des chaudoudoux, illustrations de Pef, InterÉditions,  (ISBN 978-2-7296-1000-5)
- Michel Tougne, Ni prince ni crapaud : l'analyse transactionnelle, savoir ou mystification ?,  éd. C.F.P.  (ISBN 2-911634-00-4)
- René de Lassus, L'analyse transactionnelle,  éd. Marabout